# 阮科占
阮科占（越南语：／；1659年7月13日—1736年4月16日），越南阮主時期官員，受封為榜中侯（越南语：／）。

## 家世
阮科占祖先是海陽人，曾祖父阮廷伸跟隨端郡公阮潢南來，入籍正營香茶縣（今承天順化省香茶市社），擔任舊營隊長，受封都勝侯。祖父阮廷魁，擔任舊營將臣吏司，受封淳美男，父親阮科名是正營勾稽，因功受封景祿伯，是阮廷改阮科第一世。

## 生平
永壽二年五月二十四日（1659年7月13日），阮科占出生。他初入官場，擔任首合一職。正和二十二年（1701年）春，阮科占和文職陳廷慶跟隨外左尊室耀、內右該奇宋福才前往廣平督軍，監察修築正壘。永盛六年（1710年），因陳廷恩舉薦，升任正營該合，兼任知簿。永盛十年（1714年），阮科占和記錄阮登第商議徵收租稅之事。第二年升任勾稽，兼知簿，參贊軍機。永盛十四年（1718年），陞該簿副斷事。保泰五年（1724年），陞參政正斷事，因年老致仕。
永佑二年三月初六日（1736年4月16日），阮科占沐浴更衣，換上朝服，望京城參拜，然後去世，年七十八歲。阮主阮福澍贈其協謀同德功臣特進開府上柱國金紫榮祿大夫大理寺上卿，諡純厚。
啟定十年（1925年）十月，阮科占被敕封為翊保中興靈扶尊神。

## 文學
阮科占在擔任該簿副斷事期間，著有《南朝功業演志》一書，今名《越南開國志傳》。

## 家庭
- 正室陳氏槾，參政正斷事東朝侯陈廷恩之女，生8男4女。

### 子女
阮科占共有8男4女，女兒以兒子身份計入排行。
- 長子阮科言，早卒
- 次子阮科祿，早卒
- 三子阮科裔，早卒
- 四子阮氏歡
- 五子阮氏植
- 六子阮氏幸，嫁隊長允德侯楊文允
- 七子阮氏鮮
- 八子阮科喜，文職院材盛子
- 九子阮科登，內贊延祥侯
- 十子阮科合，知簿昭才伯
- 十一子阮科臺，文職院霑恩子
- 十二子阮科第，文職院兼隆子